# Un homme et son péché
Un homme et son péché è un film del 1949, diretto da Paul Gury, basato sull'omonimo romanzo di Claude-Henri Grignon, ambientato nella Laurentides, in Québec. Il film avrà un sequel con Séraphin, del 1950, dello stesso Gury.